# Tijd voor Twee
Tijd voor Twee was een radioprogramma van de KRO op de Nederlandse publieke zender Radio 2. De presentatie was tussen 1995 en 2013 in handen van Frits Spits. Sinds september 2006 deed Bert Haandrikman de presentatie op vrijdag. De vervanging van Bert Haandrikman was in handen van Jaap Brienen.
Tijd voor Twee was een middagprogramma op iedere werkdag tussen 12 en 2 uur. Vaste rubrieken waren onder meer de Tweespraak, de facelift en de Tafel voor Twee. Ook was er veel aandacht voor het actuele nieuws van de dag.
In 2010 vierde het programma haar vijftienjarig bestaan. Op 24 december 2013 was de laatste uitzending van Tijd Voor Twee die Frits Spits maakte in het Top 2000 cafe in Beeld en Geluid nabij het Mediapark in Hilversum. 
In 1999 kreeg het programma eenmalig een andere naam. Namelijk radio eclyps. Dit omdat er een zonsverduistering was boven Nederland en men toen besloot de uitzending te maken vanaf het dak van het gebouw van de Wereldomroep.  
Adres Onbekend (NPO Radio 5) · 
Bureau Kijk in de Vegte (NPO Radio 2) · 
De ochtend* (NPO Radio 1) · 
De Ochtend van 4 (NPO Radio 4) · 
De Staat van Stasse (NPO Radio 2) · 

De Taalstaat (NPO Radio 1) · 
De Wild in de Middag (NPO Radio 2) ·
Eerst Jaap (NPO Radio 6) · 
Gijs 2.0 (NPO Radio 2) · 
Helemaal Haandrikman* (NPO Radio 2) · 
Paul!* (NPO Radio 2) · 
PS radio (NPO 3FM) · 
RabRadio (NPO 3FM) · 

Reporter Radio* (NPO Radio 1) · 
Theater van het sentiment (NPO Radio 5) · 
The Real Mackay (NPO Radio 6)
* Programma van KRO-NCRV
Aan De Slag! · Afslag Thunder Road · Aje Tho! · Annemiekes A-lunch · Blokhuis · Bureau De Wilt · Bureau Kijk in de Vegte · Corné Klijns Soul Sensations · De Staat van Stasse · De Wild in de Middag · Echt Jasper · Funky Frank's · Giel ·Gijs 2.4 · Grand Café Kranenbarg · Helemaal Haandrikman · Het Platenpaleis · Hey JP! · Holy Hits · Jan-Willem Start Op! · Licence 2 Chill · Mega Album Top 50 · Motel De Wilt · Musical Moods · Muziekcafé · On the Beat · One Night Stenders · Het oor wil ook wat · Paul! · Rabbering Laat · Rarmarmar · RickvanV doet 2 · Rinkeldekinkel · Schiffers.fm · SHAY! · Simone's Songlines · Soul Night met One'sy · Spijkers met koppen · Thank God It's Sunday · The Best of 2night · The Big Frank Show · Thijs · Tijd voor Twee · Van Inkels Choice · Verrukkelijke 15 ·  VrijZaZo Show · Vroeg op Frank · 't Wordt Nu Laat · WILDGROEI · Wout2Day · Yora en Sander, Sander en Yora